# Ape ape Apemaia
Ape ape Apemaia è un singolo discografico dei Pungiglioni, ovvero Vince Tempera con il coro di Paola Orlandi, pubblicato in Italia nel 1981.

## Descrizione
Il brano era la terza sigla dell'anime L'ape Maia, scritto da Luigi Albertelli su musica e arrangiamento di Vince Tempera. Il brano è interpretato dal Coro di Paola Orlandi. Sul lato B è incisa la versione strumentale. Entrambi i brani sono stati inseriti nella compilation JM Compilation e in numerose raccolte.

## Tracce
Lato A
- Ape ape Apemaia - (Luigi Albertelli-Vince Tempera)

Lato B
- Ape ape Apemaia (strumentale) - (Luigi Albertelli-Vince Tempera)